# 拉弗雷特
拉弗雷特（法語：La Frette，法語發音：[la fʁɛt]）是法国伊泽尔省的一个市镇，原属格勒诺布尔区，2017年起改属维埃纳区。

## 地理
拉弗雷特（45°23'26"N, 5°21'38"E）面积11.8 平方千米，位于法国奥弗涅-罗讷-阿尔卑斯大区伊泽尔省，该省份为法国东南部内陆省份，北起顺时针与安省、萨瓦省、上阿尔卑斯省、德龙省、阿尔代什省、卢瓦尔省和罗讷省。
与拉弗雷特接壤的市镇（或旧市镇、城区）包括：隆日舍纳勒、锡朗、贝沃奈、圣艾蒂安-德圣茹瓦尔、圣伊莱尔德拉科特。
拉弗雷特的时区为UTC+01:00、UTC+02:00（夏令时）。

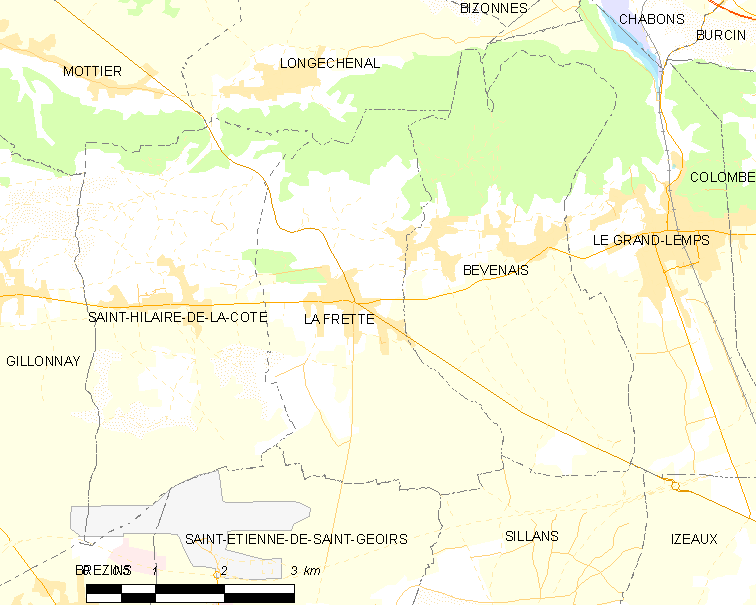
拉弗雷特的OSM定位图

## 行政
拉弗雷特的邮政编码为38260，INSEE市镇编码为38174。

## 政治
拉弗雷特所属的省级选区为比耶夫尔县。

## 人口

1962-2008年间拉弗雷特人口变化图示

拉弗雷特于2022年1月1日时的人口数量为1092人。